# Алексін Микола Миколайович
Мико́ла Микола́йович Але́ксін (1877, м. Яготин — після 1943, м. Ніжин) — полковник Армії Української Народної Республіки.

## Життєпис
Микола Алексін народився 1877 року. Родом із Яготина Полтавської губернії. У складі 99-го піхотного Івангородського полку брав участь у Російсько-японській війні. Отримав поранення. Станом на 1 січня 1910 року — поручик 202-го Старобільського резервового батальйону (м. Харків). З 1911 року штатний викладач в Чугуївському військовому училищі. Останнє звання у російській армії — підполковник.
З квітня 1918 року — курсовий старшина Інструкторської школи старшин Армії УНР, згодом — Армії Української Держави. З 7 листопада 1918 року — сотенний командир Чугуївської військової юнацької школи Армії Української Держави, згодом — Дієвої армії УНР. Влітку 1920 року перебував у старшинській сотні 6-ї запасної бригади Армії УНР. З 15 листопада 1920 року — помічник начальника 5-ї Херсонської стрілецької дивізії Армії УНР.
У 1920-х рр. жив на еміграції у Польщі. У 1923 році повернувся на Батьківщину. Станом на 1926 рік мешкав у Харкові. Наприкінці 1920-х Микола Алексін служив в Уманському міськвиконкомі. 1930 притягався ДПУ як учасник контрреволюційної організації. 7 березня 1943 році заарештований у селі Воронцово-Олександрівське Ставропольського краю, де він працював старшим буровим майстром. Засуджений до 5 років заслання до Кустанайської області. Помер після Другої світової війни у Ніжині.